# Gitarijada
Die Gitarriade von Zaječar (serb. Zaječarska gitarijada oder nur Gitarijada) ist ein Musikfestival in Zaječar, Serbien, mit einem Schwerpunkt auf Rockmusik, und mit dem Ziel, junge Demobands zu fördern. Abgehalten wird die Gitarriade seit 1969 und ist eines der größten Festivals für junge Bands in Südosteuropa.
Die Gitarriade wurde 1969 gegründet von Vojislav Paunović, und Gruppe Dar.
Headliners des Festivals waren unter anderem Uriah Heep, Eyesburn, Divlje Jagode, Partibrejkers und Kultur Shock.